# Jim Parsons
James Joseph (Jim) Parsons (Houston, Texas, 24 maart 1973) is een Amerikaans acteur. Hij speelde onder andere de rol van dr. Sheldon Cooper in The Big Bang Theory, waarvoor hij in 2009, 2010, 2011, 2012 en 2013 genomineerd werd voor een Emmy. Parsons won deze in 2010, 2011 en 2013. Voor diezelfde rol nam hij in 2011 ook een Golden Globe in ontvangst en in 2016 een Nickelodeon Kid's Choice Award. In 2015 kreeg hij een ster op de Hollywood Walk of Fame.
Parsons werd geboren en groeide op in Houston. Hij volgde acteerlessen aan de Universiteit van Houston en studeerde af aan de Universiteit van San Diego, terwijl hij ook lessen volgde in The Old Globe Theatre. Daarna verhuisde hij naar New York in de hoop er aan de slag te kunnen als acteur.
Parsons had enkele kleinere rollen, bijvoorbeeld in Judging Amy, iCarly en Ed, alsook in films zoals Garden State, Gardener of Eden en 10 Items or Less. In de bioscoopfilm The Muppets uit 2011 speelde hij de menselijke versie van Walter in de video Man or a Muppet. In 2011 speelde hij op Broadway in The Normal Heart en in 2012 was hij te zien in Harvey.
Daarnaast speelt hij piano en houdt hij ervan sportwedstrijden te kijken, met name tennis, honkbal en basketbal.
Op 1 maart 2014 presenteerde Jim Parsons Saturday Night Live (SNL).
Sinds 2017 is Parsons getrouwd met Todd Spiewak en ze wonen samen in New York.

## Filmografie

### Films
| Jaar | Film                                       | Rol                | Opmerkingen |
| ---- | ------------------------------------------ | ------------------ | ----------- |
| 2003 | Nowhere to Go But Up                       | Productieassistent |             |
| 2004 | Garden State                               | Tim                |             |
| 2005 | The King's Inn                             | Sidney             |             |
| 2005 | The Great New Wonderful                    | Justin             |             |
| 2005 | Heights                                    | Oliver             |             |
| 2006 | 10 Items or Less                           | Receptionist       |             |
| 2006 | School for Scoundrels                      | Klasgenoot         | Cameo       |
| 2007 | On the Road with Judas                     | Jimmy Pea          |             |
| 2007 | Gardener of Eden                           | Spim               |             |
| 2011 | The Big Year                               | Crane              |             |
| 2011 | The Muppets                                | Menselijke Walter  | Cameo       |
| 2014 | Wish I Was Here                            | Paul               |             |
| 2015 | Home                                       | Oh                 | Stemrol     |
| 2016 | Hidden Figures                             | Paul Stafford      |             |
| 2018 | A Kid Like Jake                            | Greg Wheeler       |             |
| 2019 | Extremely Wicked, Shockingly Evil and Vile | Larry Simpson      |             |
| 2020 | The Boys in the Band                       | Michael            |             |

### Televisie
| Jaar      | Titel                     | Rol              | Opmerkingen                                   |
| --------- | ------------------------- | ---------------- | --------------------------------------------- |
| 2002      | Ed                        | Chet             | Aflevering: "The Road"                        |
| 2003      | Why Blitt?                | Mike             | Pilot                                         |
| 2004      | Taste                     | Kris             | Pilot                                         |
| 2004–2005 | Judging Amy               | Rob Holbrook     | 7 afleveringen                                |
| 2007–2019 | The Big Bang Theory       | Sheldon Cooper   |                                               |
| 2009      | Family Guy                | Sheldon Cooper   | Aflevering: "Business Guy"                    |
| 2010      | Glenn Martin, DDS         | Draven           | Aflevering: "Jackie's Get-Witch-Quick Scheme" |
| 2011      | The Super Hero Squad Show | Nightmare        | Aflevering: "Blind Rage Knows No Color"       |
| 2011      | iCarly                    | Caleb            | Aflevering: "iLost My Mind"                   |
| 2011      | Eureka                    | Jeep/Carl (stem) | Aflevering: "Do You See What I See"           |
| 2017–2024 | Young Sheldon             | Sheldon Cooper   | Alleen voiceover                              |
| 2020      | Hollywood                 | Henry Willson    | Netflix Original                              |